# Selaginella brevifolia
Selaginella brevifolia är en mosslummerväxtart som beskrevs av Bak.. Selaginella brevifolia ingår i släktet mosslumrar, och familjen mosslummerväxter. Inga underarter finns listade i Catalogue of Life.